# Zalisne
Zalisne (en ukrainien : Залісне, en russe : Залесное, Zalesnoïe) est une commune urbaine de l'est de l'Ukraine, dans l'oblast de Donetsk, dépendante du raïon de Horlivka. Elle était peuplée de 2399 habitants en 2019.

## Géographie
Zalisne se trouve sur le Plateau du Donets, à une altitude de 270 mètres. Elle est limitrophe de la limite administrative avec l'oblast de Louhansk, à 18,5 km au nord de la frontière russe, et se trouve à 75 km à l'est de la ville de Donetsk.